# Parvobasidium lianicola
Parvobasidium lianicola är en svampart som först beskrevs av Gordon Herriot Cunningham, och fick sitt nu gällande namn av Stalpers 1985. Parvobasidium lianicola ingår i släktet Parvobasidium och familjen Cystostereaceae.   Inga underarter finns listade i Catalogue of Life.